# 헌법 전문
헌법 전문 또는 헌법 서문은 헌법의 본문 앞에 위치한 문장으로서 헌법전의 일부를 구성하고 있는 헌법 서문을 말한다. 각국의 헌법 전문의 내용을 보면 그 형식과 내용은 다양하나, 대체로 헌법제정의 역사적 의미와 그 제정 과정, 헌법 제정의 목적, 헌법 제정권자, 헌법의 지도이념 내지 지도원리 등을 기술하고 있다.
- 대한민국 헌법 전문
- 일본국 헌법 전문
- 미국 헌법 전문

## 법적 효력
헌법 전문의 법적 효력은 다음과 같다. ( 헌법 전문은 헌법의 공포문이 아니라 헌법전의 일부를 구성한다. ( 헌법 전문은 대한민국의 법질서에 있어서 최고규범이다. 헌법 전문은 실질적으로는 헌법본문을 비롯한 모든 법령의 내용을 한정하고 그것이 타당성을 갖는 근거가 되며, 형식적으로는 헌법 본문을 비롯한 모든 법령에 상위하는 효력을 가진다. ( 헌법 전문은 법해석의 기준이다. 헌법 전문은 헌법 본문을 비롯한 모든 법령의 궁극적 해석기준이 된다. ( 헌법 전문은 재판규범이다. 헌법 전문은 헌법 본문을 비롯한 현행법의 해석기준이 되므로 재판과정에서 원용될 수 있는 재판규범이기도 하다. ( 헌법 전문은 헌법 개정에 있어서 개정금지 대상이 된다.